# Kościół Mariacki we Freyburgu (Unstrut)
Kościół Mariacki (niem. St. Marien) – luterański, romańsko-gotycki kościół farny, znajdujący się w niemieckim mieście Freyburg (Unstrut). Jest jednym z obiektów na szlaku Straße der Romanik.

## Historia
Budowę kościoła zlecił ok. 1225 roku landgraf Ludwik IV Święty z żoną św. Elżbietą Węgierską, jego kształt wzorowano na katedrze w Naumburgu. W latach 1408–1409 rozbudowano prezbiterium, a w latach 1496–1497 przebudowano korpus nawowy. Podczas restauracji w 1930 roku przywrócono romański wygląd portalu głównego.

## Architektura
Świątynia została wzniesiona z wapienia muszlowego, posiada cechy późnego romanizmu i gotyku, od czasów XV-wiecznej przebudowy ma układ halowy. Jego charakterystyczną cechą są trzy wieże – dwie przy zachodniej fasadzie i jedna nad skrzyżowaniem naw. Prezbiterium przykryte jest sklepieniem sieciowym, a nawę główną przykrywają zarówno sklepienia sieciowe, jak i gwiaździste. Nawy boczne wieńczą sklepienia żebrowe. Korpus nawowy ma długość czterech przęseł.

## Wyposażenie
Późnogotycki ołtarz główny wykonano ok. roku 1500, jego dekoracja rzeźbiarska przypisywana jest Hansowi Gottwaldowi von Lohrowi, uczniowi Tilmana Riemenschneidera. W centralnej części ołtarza widnieje scena Koronacji Matki Bożej, otoczonej przez anioły i wieńczonej przez baldachim w formie wykręconych i skrzyżowanych ze sobą gałęzi wznoszących się na cienkich, skręconych kolumienkach. Baldachim zdobią figury świętych Katarzyny i Barbary. Na bocznych skrzydłach przedstawiono sceny Zwiastowania Pańskiego, Nawiedzenia Maryi Panny, Narodzin Chrystusa i Zaśnięcia Matki Bożej. Na zewnętrznej stronie skrzydeł od ok. 1600 roku widnieją postaci Ewangelistów.
Chrzcielnica w kształcie kielicha, dekorowana puttami, powstała w roku 1592. W nawie południowej przechowywany jest późnogotycki krucyfiks. Wnętrze zdobi również figura św. Anny Samotrzeciej.
W kościele znajdują się szesnasto- i siedemnastowieczne nagrobki:
- Christopha von Taubenheima z 1536,
- Anny von Wolstrop z 1557,
- Hansa von Wiltpercka z 1570,
- Laurentiusa Fürstenauera z 1607,
- V. Fürstenauera z 1607 (nagrobek dziecięcy),
- pani Fürstenauer z 1616[4].

Organy wykonano w 1861 roku w warsztacie Conrada Geißlera, w 1941 zostały przebudowane przez przedsiębiorstwo Jehmlich Orgelbau Dresden, a w latach 1988–1999 przywrócone do pierwotnej konfiguracji przez Norberta Sperschneidera. Składają się z 24 głosów, mają mechaniczną trakturę gry. Na wieżach wiszą dzwony odlane między XIII a XVI wiekiem.

## Galeria

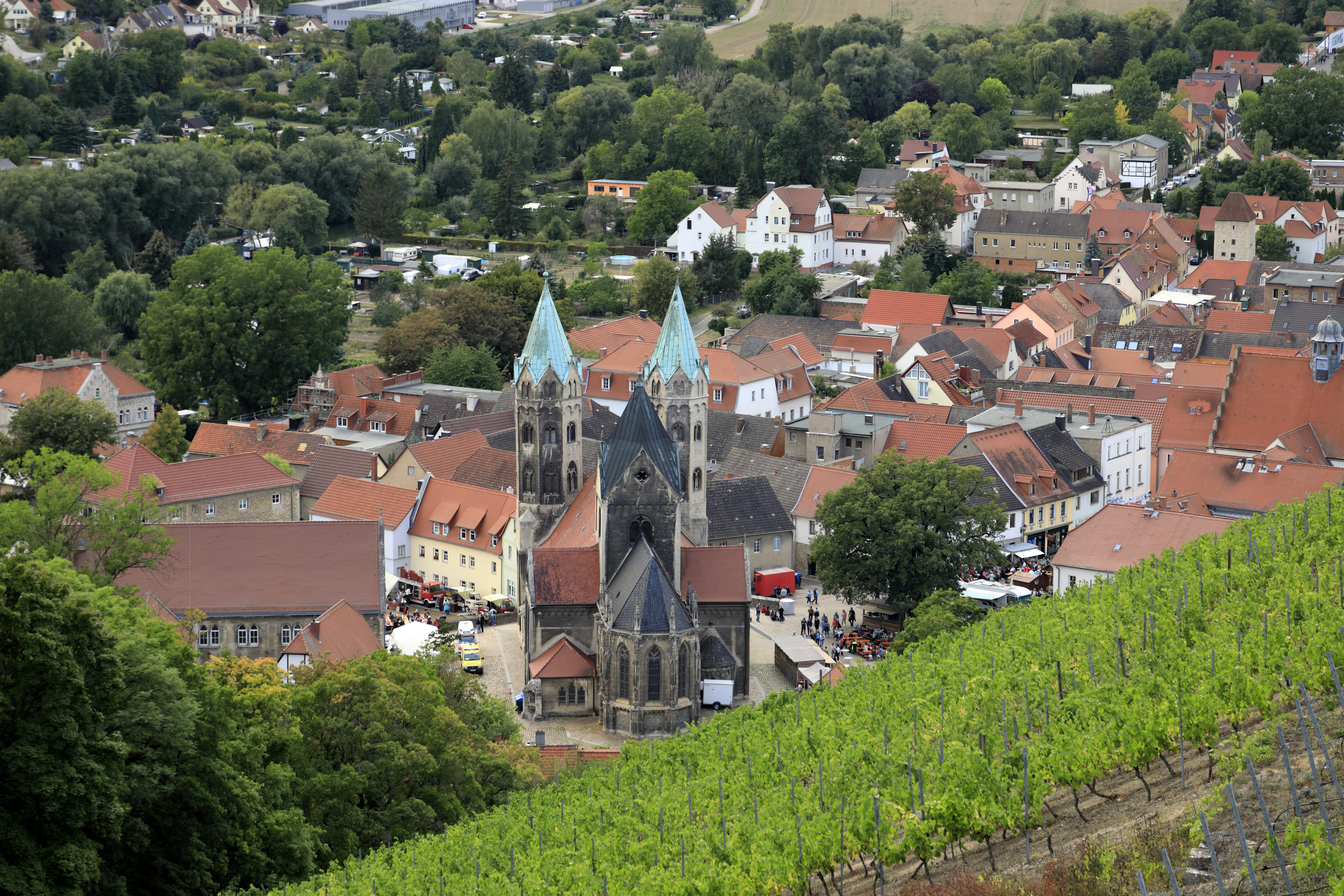
Widok ze wschodu, ze wzgórza Schlifterweinberg
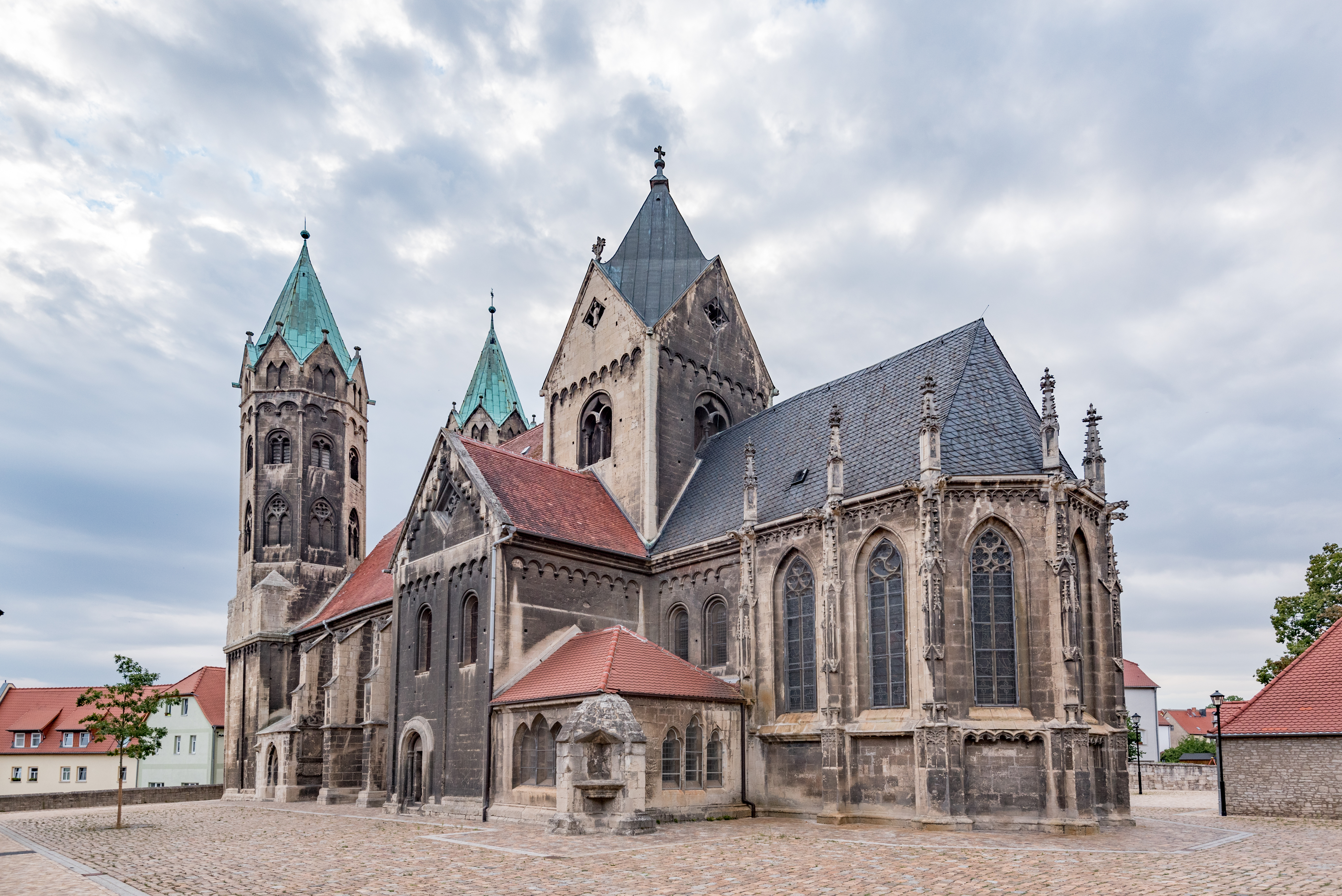
Widok z południowego wschodu
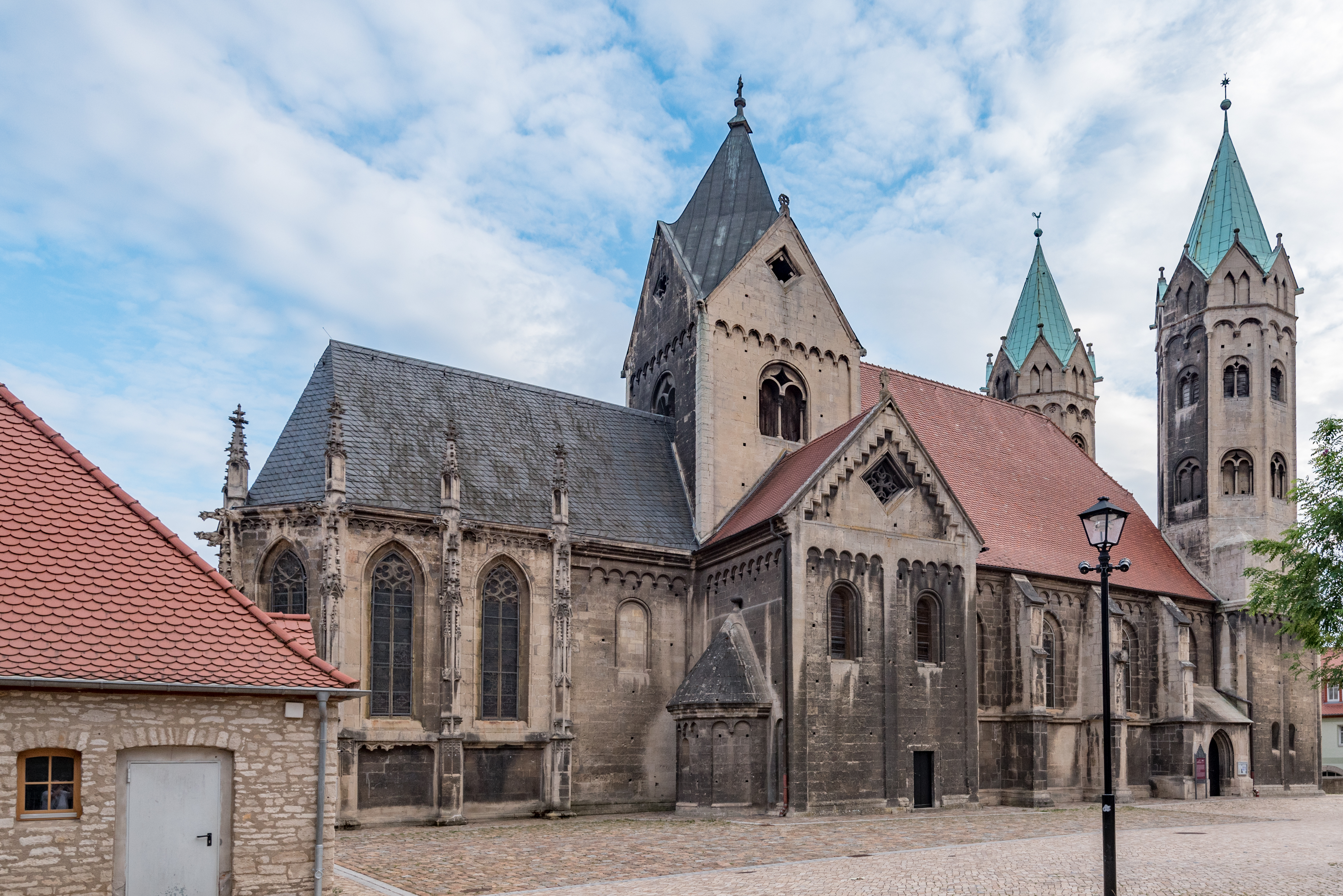
Widok z północy
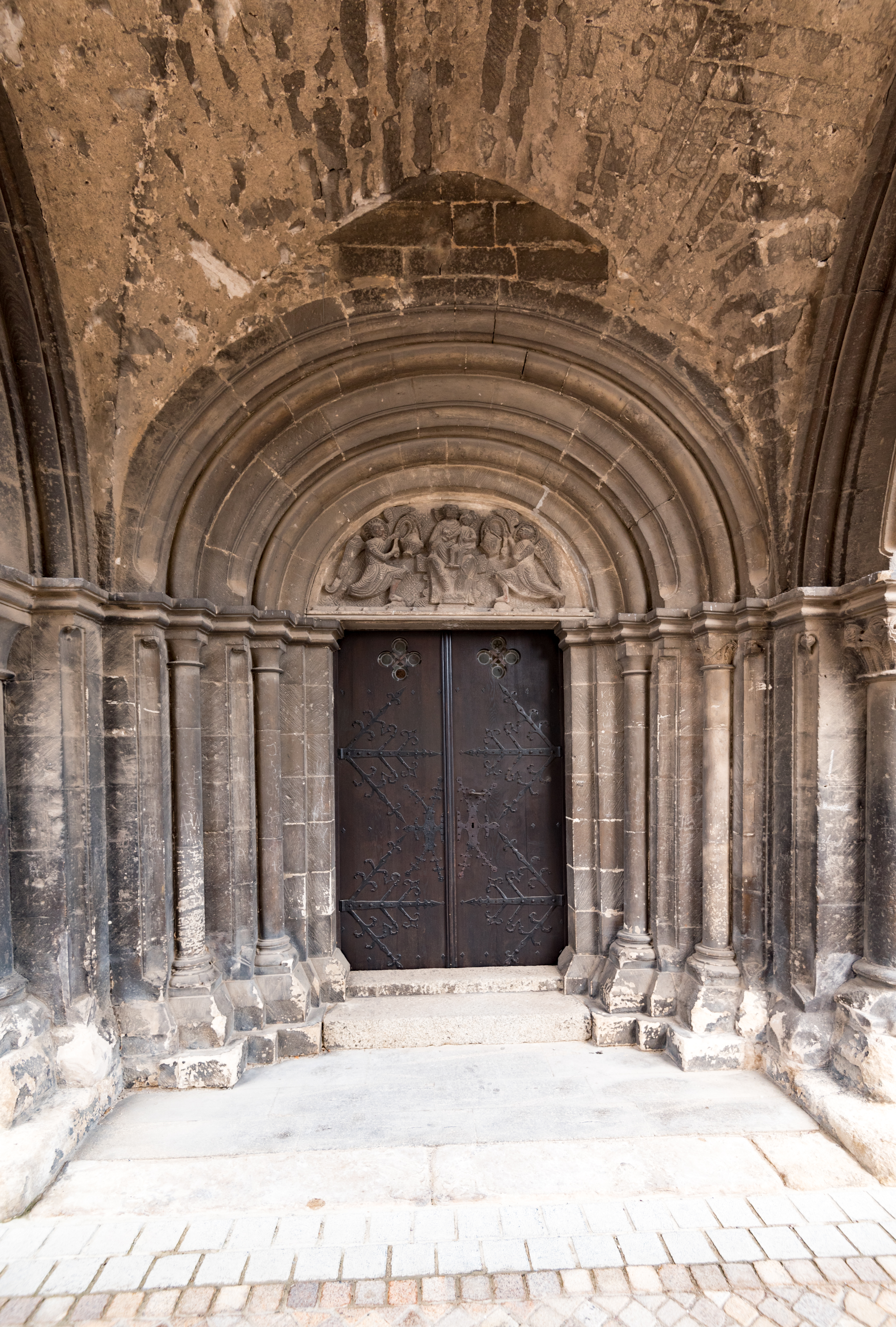
Portal główny zrekonstruowany w 1930
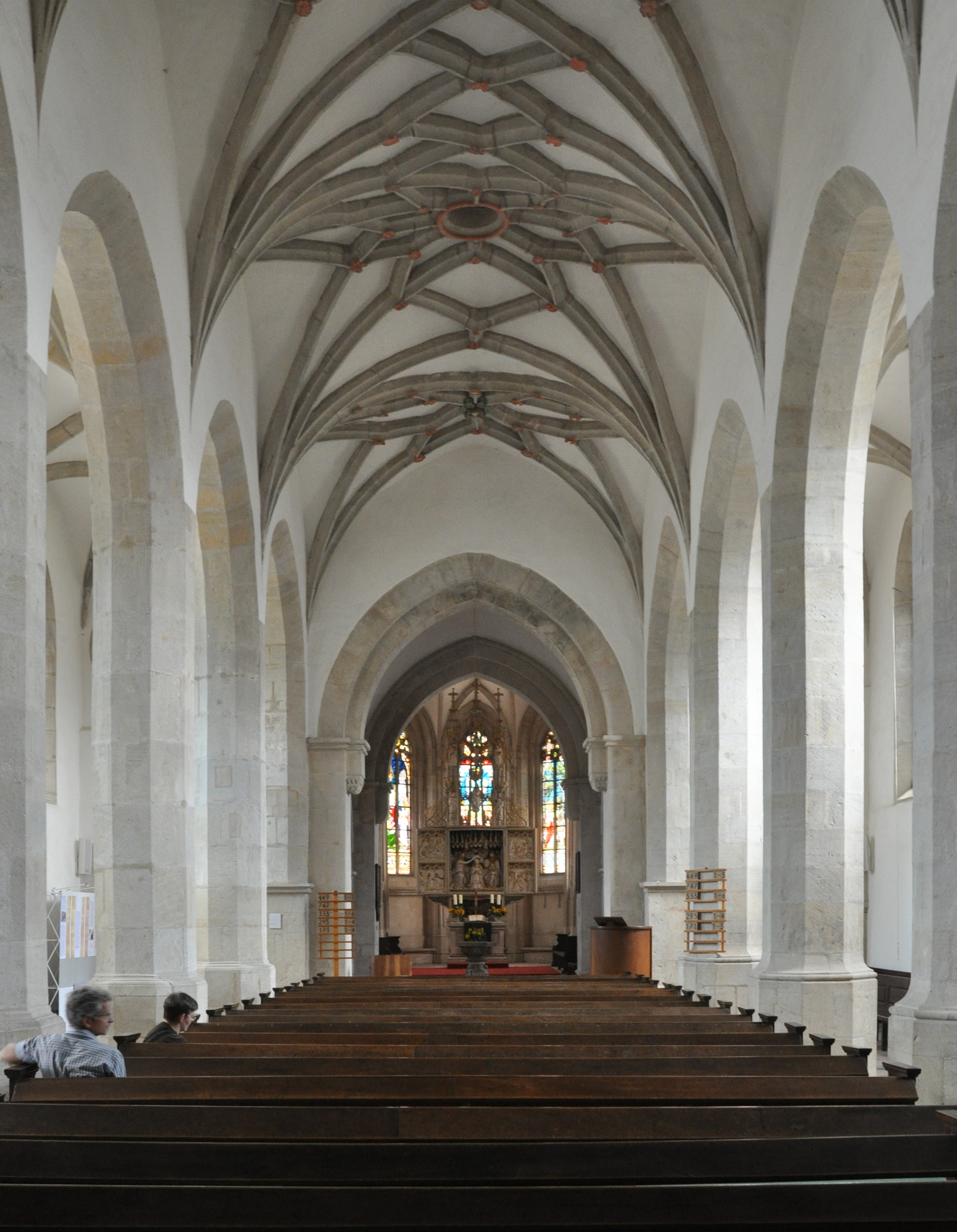
Wnętrze
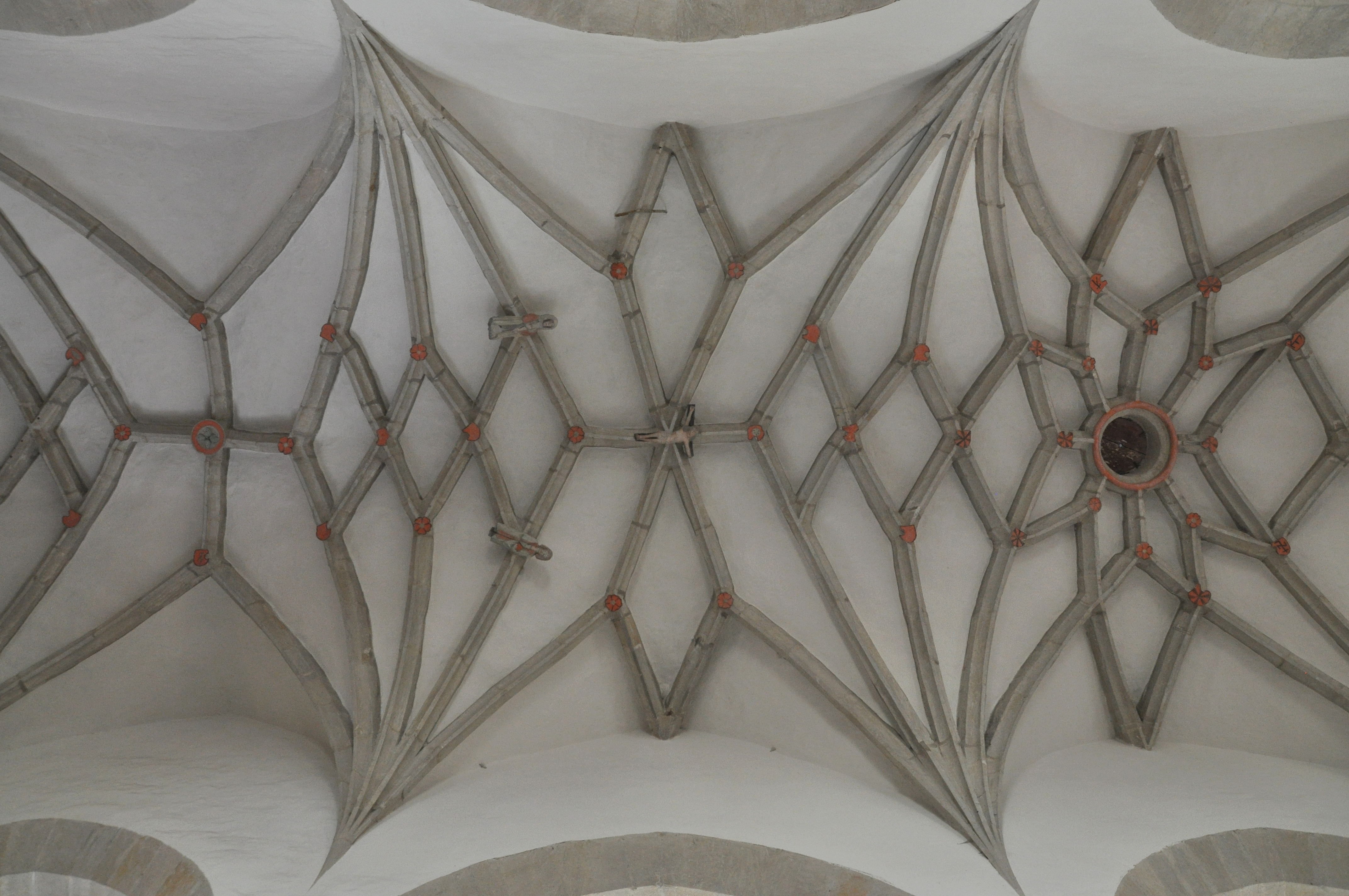
Sklepienie nawy głównej
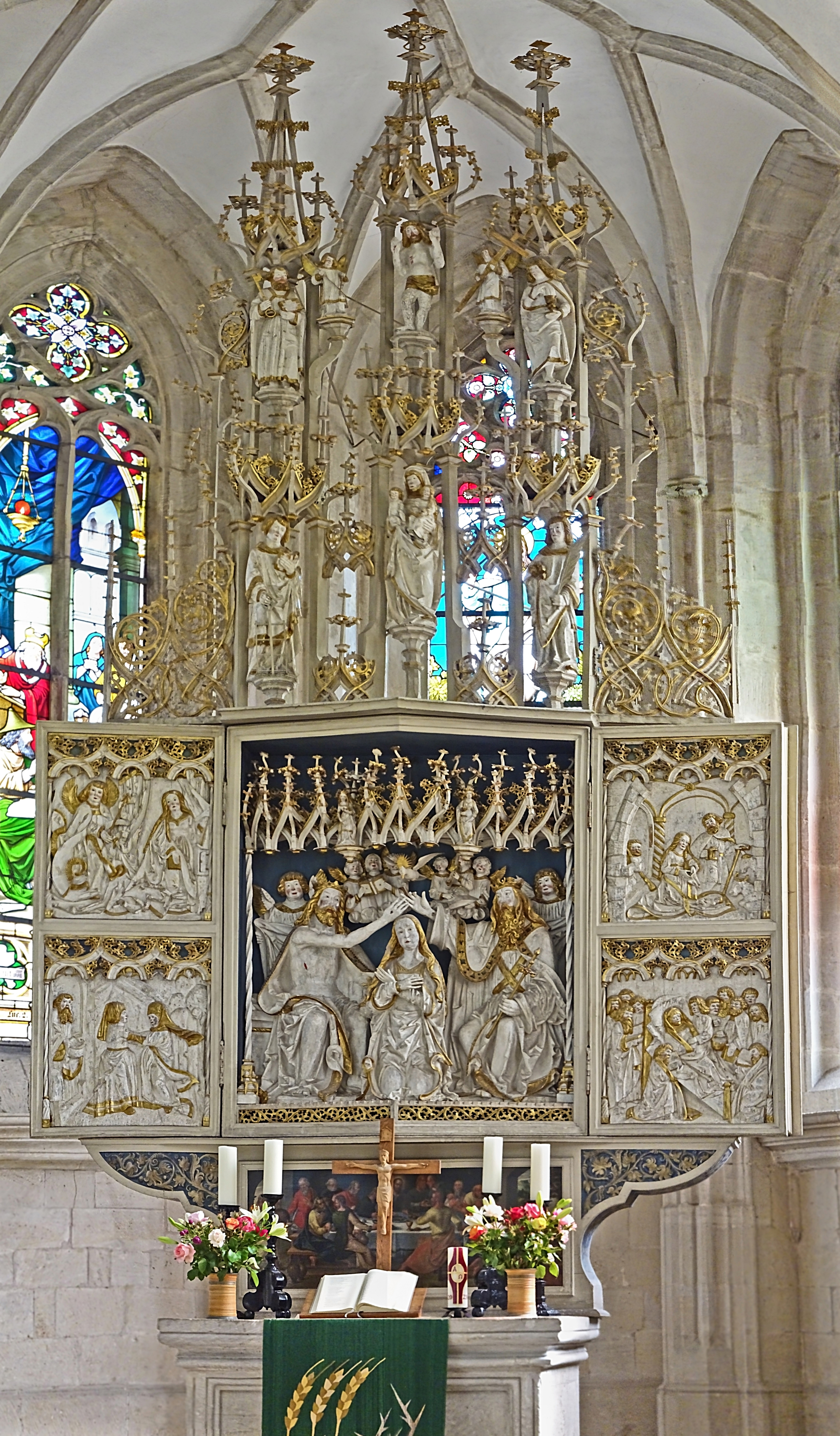
Ołtarz główny
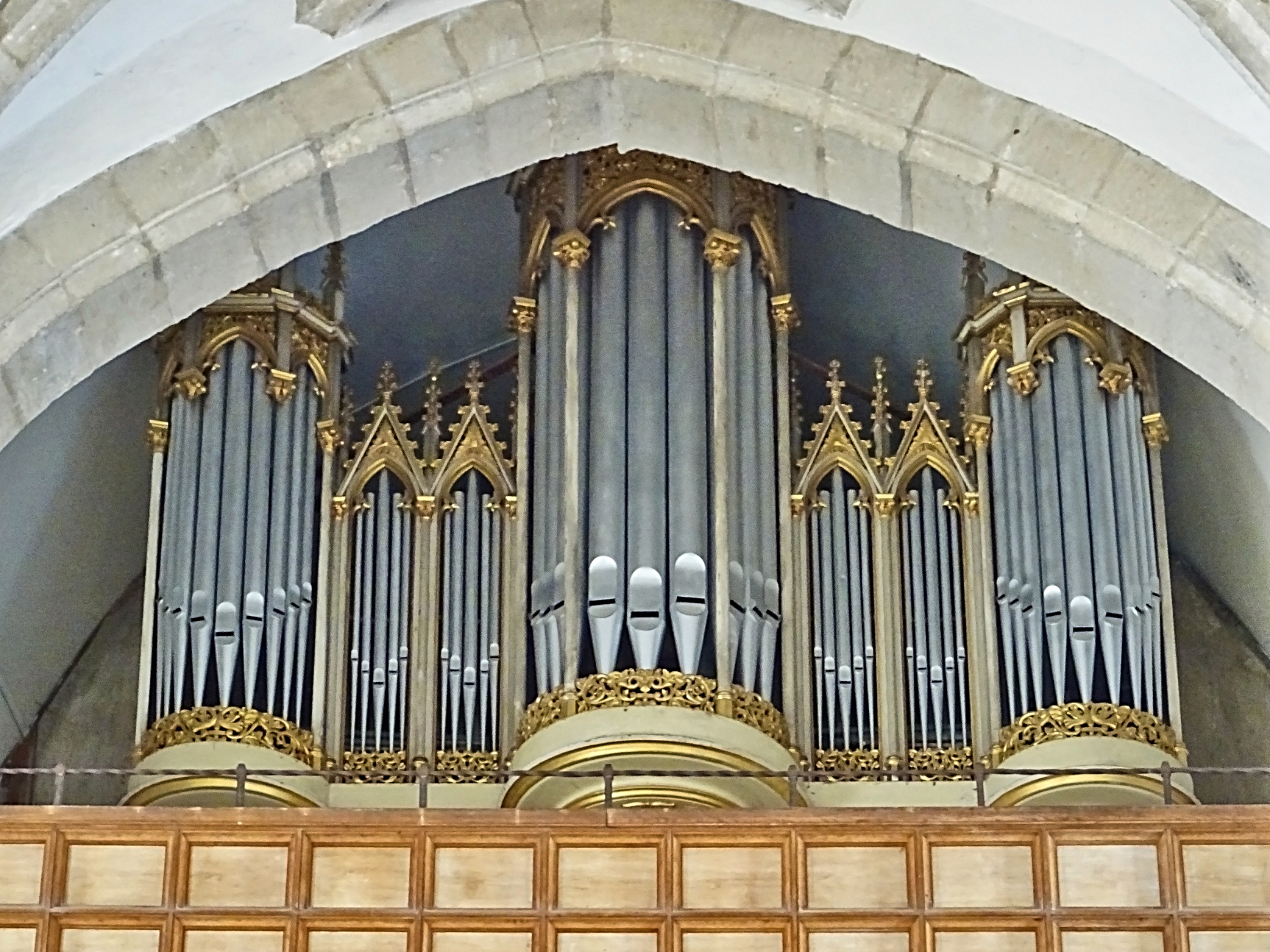
Organy